# Upplands lagsaga
Upplands lagsaga var en lagsaga som omfattade Uppland och dess härad och före 1611 även hela Norrland. Lagsagan bildades 1296 genom förening av Tiundaland (inklusive Gästriklands hundare), Attundaland och Fjärdhundraland när Upplandslagen antogs som gemensam lag. Senast 1401 ingick i lagsagan också områdena i Norrland norr om Gästrikland i lagsagan. 1563 utbröts dessa områden till egen lagsaga, som dock återgick några år senare. 1611 bildades så Norrlands lagsaga dit områdena i Norrland, inklusive Gästrikland fördes. 1616 tillfördes till Upplands lagsaga Sotholms och Svartlösa härad från Södermanlands lagsaga, men återfördes dit 1689.
I perioden 1718–1719 var lagsagan uppdelad i tre: Stockholms läns lagsaga, Uppsala läns lagsaga och Enköpings läns lagsaga. Samtidigt var Simtuna, Torstuna och Våla härader överförda till Västerås läns lagsaga. Efter återläggningen började lagsagan benämnas Upplands och Stockholm läns lagsaga. 1832 upphörde lagsagan då den delades, när häradena i Uppsala län överfördes till Västmanlands och Kopparbergs läns lagsaga som då fick namnet Upplands, Västmanlands och Kopparbergs lagsaga och häradena i Stockholms län överfördes till Södermanlands lagsaga som då fick namnet Stockholms läns, Södermanlands och Gotlands lagsaga. Alla lagsagor avskaffades sedan 31 december 1849.

## Lagmän
- 1296–1316: Birger Persson (Finstaätten)
- 1319–1327: Birger Persson (Finstaätten)
- 1317–1318: Filip Ingevaldsson (Örnsparre)
- 1334–1351: Israel Birgersson
- 1356–1358: Magnus Gregersson (Bjälboättens oäkta gren)
- 1359–1407: Karl Ulfsson (Sparre av Tofta)
- 1379: Sten Bengtsson (Bielke)
- 1409–1414: Ture Bengtsson (Bielke) d.y.
- 1421–1432: Nils Gustafsson (Rossviksätten)
- 1438–1439: Ture Stensson (Bielke) (sonson till Ture Bengtsson)
- 1440–1449: Bengt Jönsson (Oxenstierna)
- 1450–1551: Knut Stensson (Bielke) (sonson till Ture Bengtsson)
- 1452–1486: Gustav Karlsson (Gumsehuvud)
- 1490–1494: Gregers Matsson (Lillie)
- 1496–1516: Knut Eskilsson (Banér)
- 1520–1522: Erik Trolle
- 1523–1528: Mickel Nilsson
- 1530–1544: Axel Andersson (Lillie af Ökna)
- 1552–1577: Ture Pedersson (Bielke)
- 1577–1589: Hogenskild Bielke
- 1590–1597: Clas Eriksson Fleming
- 1599–1633: Magnus Brahe
- 1694–1652: Jakob de la Gardie
- 1653–1657: Johan Oxenstierna
- 1657–1676: Carl Gustaf Wrangel
- 1676–1684: Jöran Gyllenstierna
- 1686–1692: Nils Gripenhielm
- 1692–1718: Carl Gustaf Gyllencreutz

Upplands och Stockholm läns lagsaga
- 1719–1737: Johan Gyllencreutz
- 1737–1739: Henrik Hammarberg
- 1740–1753: Erik Wellstadius
- 1755–1759: Johan Fredrik Flach
- 1760–1762: Jacob Johan Gyllenborg
- 1762–1771: Carl Gustaf von Palmcrona
- 1771–1775: Sven Liljencrantz
- 1775–1787: Johan Peter Gripenbjelke
- 1788–1832: Christian af Stenhoff